# Bertelsmann Building
Bertelsmann Building (znany także pod nazwą „1540 Broadway”) – wieżowiec na Times Square w okręgu Manhattan w Nowym Jorku, w Stanach Zjednoczonych, o wysokości 223 m. Budynek został otwarty w 1990 i ma 42 kondygnacje.